# 테레사 웰드

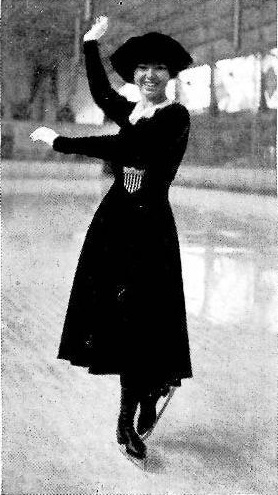

테레사 웰드 블랜차드(영어: Theresa Weld Blanchard, 1893년 8월 21일 - 1978년 3월 12일)는 미국의 피겨 스케이팅 선수로 싱글 스케이팅과 페어 스케이팅에서 활약했다. 그녀의 페어 파트너는 나다니엘 나일즈였다. 싱글 스케이팅 선수로서, 그녀는 전미국 피겨 스케이팅 선수권 대회에서 6연패했다. 그녀는 1920년 올림픽에서 동메달을 획득했고, 올림픽에 3번 출전했다. 나일과 함께, 그녀는 전미국 피겨 스케이팅 선수권 대회 페어 부문에서 9번 우승하고도 올림픽에 3번 출전했다. 블랜차드는 스케이트 잡지, 또한 미국 피겨 스케이팅 협회의 공식 간행물의 긴 시간 자원 봉사 편집자였다.
이 잡지는 원래 그녀의 집에서 출판되었다. 그녀는 또한 1937년부터 1947년까지 협회의 전문가위원회에서 첫번째 위원장으로 역임했다.

## 대회 성적

### 싱글 스케이팅 경력
| Event  | 1914 | 1918 | 1920 | 1921 | 1922 | 1923 | 1924 | 1925 | 1926 | 1927 | 1928 |
| ------ | ---- | ---- | ---- | ---- | ---- | ---- | ---- | ---- | ---- | ---- | ---- |
| 올림픽 |      |      | 3위  |      |      |      | 4위  |      |      |      | 10위 |

### 페어 스케이팅 경력
(with niles)
| Event            | 1914 | 1918 | 1920 | 1921 | 1922 | 1923 | 1924 | 1925 | 1926 | 1927 | 1928 | 1929 | 1930 | 1932 |
| ---------------- | ---- | ---- | ---- | ---- | ---- | ---- | ---- | ---- | ---- | ---- | ---- | ---- | ---- | ---- |
| 올림픽           |      |      | 4위  |      |      |      | 6위  |      |      |      | 9위  |      |      |      |
| 세계 선수권 대회 |      |      |      |      |      |      |      |      |      |      | 7위  |      | 6위  | 8위  |

## 참조
- Wright, Benjamin T. (1996). 《Skating in America (1921 - 1926): The 75th Anniversary History of the United States Figure Skating Association》. Colorado Springs.